# Π L.T.
Π L.T. (más comúnmente nombrados como Pi L.T. o TT L.T.) es un grupo de metal alternativo originario del País Vasco (España), fundado en 1992 en Munguía y que ha publicado hasta la fecha cinco álbumes.
A principios de la década de los noventa comenzó este proyecto musical, cuyos integrantes eran Rafa Rueda (guitarra, voz), Txarlie (bajo), Aitor (teclados, voz) y Xanpe (Batería).
No adquieren especial repercusión hasta 1995, año en que ganan el concurso de maquetas de la emisora de radio Euskadi Gaztea. Esto les permite grabar su primer largo con la discográfica Esan Ozenki, Π L.T., cuyo tema "Hil da Jainkoa" ("Dios ha muerto") se convierte en un sencillo muy exitoso que les permite hacerse conocidos a nivel regional y estatal. El estilo de este disco puede considerarse dominado por un sonido pesado, protagonizado por riffs metaleros muy pesados y letras en clave de denuncia social.
Dos años más tarde y bajo el paraguas del mismo sello lanzan su segundo disco, Denbora, que fue definido por la crítica especializada como un trabajo ambicioso y más elaborado que el anterior, con un sonido más denso, pausado y experimental. Por este motivo recibió críticas aún mejores por parte de la prensa especializada, pero no consiguieron llamar la atención del público y el número de copias vendidas fue menor, aunque sirvió para afincarlos como banda de culto dentro del metal alternativo estatal.
Con 3, su tercer álbum y lanzado en 1999, la banda trató de aunar las cualidades de sus dos anteriores trabajos: por una parte recuperaba el sonido crudo y descarnado del primer disco, con temas más cortos en general y más contundentes, para recuperar la atención del público; por el otro lado mantenía una atmósfera cargada, fases pausadas y claustrofóbicas en las que la rabia se transformaba en sutileza minimalista. El resultado fue positivo, ganando la banda en notoriedad y dando más conciertos a partir de entonces.
En 2002 y tras un cambio de bajista (abandona el grupo Txarlie para dar entrada a David, ex-evirus69 y bajista actual de Berri Txarrak y Cobra) publican su cuarto LP, Minus, para lo que descartan esta vez a su técnico habitual, José Lastra y graban en los estudios Garate bajo la supervisión de Haritz Harreguy. En esta ocasión modifican su sonido hacia registros más industriales, abandonando los toques electrónicos que hasta entonces habían dado a sus temas. Resulta un disco más oscuro, más pesado y más roquero.
2005 fue el año en el que se produjo un gran cambio en la formación de Pi L.T. Aitor abandona el grupo y no se le busca recambio, por lo que los teclados quedan excluidos en la nueva formación (no así en el nuevo trabajo) y la banda se conforma como un trío clásico de guitarra, bajo y batería. Esto evidencia la transformación de la banda en su siguiente trabajo, Game Over, que suena mucho más contundente, directo y más roquero. Es el último trabajo del grupo hasta la fecha. De momento han decidido tomarse un respiro para dedicarse cada uno a diferentes proyectos musicales. Por ejemplo, Rafa Rueda empezó a grabar sus propios discos y se ha convertido en un cantante euskaldun bastante conocido, como en su disco Loturak que grabó hasta en catalán, poniendo un punto y seguido, y no un punto final, a su carrera musical como TT L.T.
En 2017, la banda anuncia su reunión, en cuatro únicos conciertos en agradecimiento "a tod@s aquell@s que, durante los últimos años, nos han mostrado su cariño hacia PILT y nos han pedido en infinitas ocasiones una posible vuelta a los escenarios. En especial a la organización del Ibilaldia de Mungia, quienes finalmente han conseguido hacer de todo esto una realidad". La formación estará compuesta por Rafa Rueda, Aitor Abio, Xanpe, Txarlie Solano y David González, pasando de cuarteto a quinteto. Las fechas son: 5 de mayo, Kafe Antzokia de Bilbao; 6 de mayo, Totem Aretoa de Iruñea; 12 de mayo, Bomberenea de Tolosa; y 13 de mayo, Jimmy Jazz de Vitoria.
Como curiosidad se puede añadir que su nombre proviene de un apagón que sufrieron un día mientras ensayaban, y al parecer en el contador del grabador marcaba el número <<pi>> lapse time, por ello Π L.T 